# Меморіал «Перемога» (Красний Сулин)
Меморіал «Перемога» — меморіальний комплекс у місті Красний Сулин Ростовської області. Відкритий 25 квітня 1975 року. Включає в себе стелу, вічний вогонь, пам'ятник радянському солдату, алею героїв .

## Історія
У роки Другої світової війни, 21 липня 1942 року радянські війська залишили місто, окуповане німецькими військами.
14 лютого 1943 року Красний Сулин було звільнено від гітлерівських німецьких військ радянськими військами 5-ї танкової армії Південно-Західного фронту в ході Ворошиловградської операції:.
5-ї танкової армії у складі: частина військ 47-ї гв. сд. (генерал-майор Осташенко, Федір Опанасович) . Окупація Красного Сулина тривала сім місяців (21 липня 1942 — 14 лютого 1943). За період окупації німці закатували і розстріляли понад 400 жителів міста.
Меморіал «Перемога» з вічним вогнем встановлено 25 квітня 1975 року біля Палацу культури металургів на майдані «Перемоги» жителями міста Красного Сулина в ознаменування 30-річчя Перемоги радянського народу у Великій Вітчизняній війні, на честь жителів міста, що не повернулися з Вітчизняної війни. Авторами проекту меморіалу були Заніс, скульптор — В.Д. Батяй.
На 6-метровій скульптурі меморіалу зображений воїн з автоматом у піднятих руках. Воїн розриває своїм тілом стрічку перемоги. Поруч на постаменті встановлена стела, облицьована мармуровою плиткою і вічний вогонь. На стелі написані слова з поеми Р. Рождественського «Реквієм» «... люди! покуда сердца стучатся, - помните: какой ценой завоевано счастье, - пожалуйста, помните!».
На мармурових пілонах алеї слави закріплені барельєфи Героїв Радянського Союзу: Алексєєва О.І., Галатова О.М., Дернова П.С., Калініна Ф.О., Корнієнка І.М., Кравцова О.С., Просандєєва І.К., Сидоріна В.М., Омельченка І.О., Чистова І.А. і повного кавалера ордена Слави Самохіна В.Ф.
У 2000 році напередодні 55-ї річниці Перемоги проведено реставрацію монумента.